# Alex Rider (televíziós sorozat)
Az Alex Rider 2020-tól vetített brit akció–thriller sorozat, amelyet Guy Burt alkotott, Anthony Horowitz azonos című regénye alapján.
A sorozat producerei Mat Chaplin és Angie Daniell. A rendezői Andreas Prochaska és Christopher Smith. A zeneszerzője Raffertie. A főszerepekben Otto Farrant, Stephen Dillane, Vicky McClure, Andrew Buchan és Brenock O'Connor láthatóak. A sorozat az Eleventh Hour Films megbízásából készült, forgalmazója a Sony Pictures Television.
Egyesült Királyságban 2020. június 4-én mutatta be a Prime Video. Magyarországon az AXN mutatta be 2020. október 27-én.
2020. június 27-én berendelték a második évadot.

## Cselekmény
Alex Rider londoni tinédzser, aki nagybátyja titokzatos eltűnése után belép a  (MI6) speciális hadműveleti csoportjába, hogy beszivárogjon a Point Blanc bentlakásos iskolába. Az iskolában gazdag szülők gyerekeit nevelik jó útra. De az idő múlásával rájön, hogy a diákok egy aljas terv részei és neki kell legyőzni a gonoszokat.

## Szereplők

### Főszereplők
| Színész          | Szereplő            | Magyar hang                                                           | Leírás                                                                  |
| ---------------- | ------------------- | --------------------------------------------------------------------- | ----------------------------------------------------------------------- |
| Otto Farrant     | Alex Rider          | Pálmai Szabolcs                                                       | Magasan képzett tinédzser, aki belép a speciális hadműveleti csoportba. |
| Stephen Dillane  | Alan Blunt          | Dézsy Szabó Gábor                                                     | A speciális hadműveleti csoport vezetője.                               |
| Vicky McClure    | Mrs Jones           | Román Judit                                                           | A speciális hadműveleti csoport helyettes vezetője, aki segít Alexnek.  |
| Andrew Buchan    | Ian Rider           | Sótonyi Gábor                                                         | A speciális hadműveleti csoportba ügynöke és Alex nagybátyja.           |
| Brenock O'Connor | Tom Harris          | Penke Bence                                                           | Alex legjobb barátja.                                                   |
| Ronkẹ Adékoluẹjo | Jack Starbright     | Gulás Fanni                                                           | A University College London diplomása, aki segít Alexnek.               |
| Liam Garrigan    | Martin Wilby        | Sörös Miklós                                                          | A speciális hadműveleti csoport ügynöke és Ian barátja.                 |
| Ace Bhatti       | John Crawley        | Juhász Zoltán                                                         | A speciális hadműveleti csoport vezérkari főnöke.                       |
| Thomas Levin     | Yassen Gregorovitch | Horváth-Töreki Gergely Timon Barna (9. rész) Horváth Illés (11. rész) | Egy titokzatos merénylő.                                                |
| Haluk Bilginer   | Dr Greif            | Bartók László                                                         | A Point Blanc bentlakásos iskola igazgatója.                            |
| Nyasha Hatendi   | Smithers            | Maday Gábor                                                           | A speciális hadműveleti csoport szállásmestere.                         |
| Howard Charles   | Wolf                |                                                                       | A Special Air Service csapatának vezetője.                              |
| Ana Ularu        | Eva Stellenbosch    | Bérces Gabriella                                                      | A Point Blanc hallgatói dékánja.                                        |
| Marli Siu        | Kyra Vashenko-Chao  | Csifó Dorina                                                          | Szingapúri hacker, a Point Blanc diákja.                                |

### Mellékszereplők
| Színész              | Szereplő      | Magyar hang       | Leírás                                                                 |
| -------------------- | ------------- | ----------------- | ---------------------------------------------------------------------- |
| George Sear          | Parker Roscoe | Kádár-Szabó Bence | Amerikai Point Blanc tanuló, egy médiabirodalom örököse.               |
| Andrew Buzzeo        | Mr Boswell    | Pásztor Tibor     | Alex és Tom angoltanára.                                               |
| Macy Nyman           | Steph         | Hermann Lilla     | Alex iskolájának diákja, aki szerelmes Tomba.                          |
| Shalisha James-Davis | Ayisha        | Pánics Lilla      | Alex iskolájának népszerű diákja.                                      |
| Talitha Wing         | Sasha         | Rimóczi Dóra      | Point Blanc diákja, aki szerelmes Alexbe.                              |
| Nathan Clarke        | Arrash        | Czető Ádám        | Point Blanc modell tanulója.                                           |
| Katrin Vankova       | Laura         | Laudon Andrea     | Point Blanc tanulója, Alex barátja.                                    |
| Earl Cave            | James         | Markovics Tamás   | Point Blanc tanulója és az ausztrál fegyveripar örököse. Alex barátja. |

### Magyar változat
- Főcím: Korbuly Péter
- Magyar szöveg: Dr. Halász Blanka
- Hangmérnök: Áldott András
- Gyártás- és produkciós vezető: Balog Gábor
- Szinkronrendező: Balog Mihály
- További magyar hangok: Gardi Tamás, Szokol Péter, Orosz Gergő, Farkasinszky Edit, Andrádi Zsanett, Baráth István

A szinkron a Sony Pictures International megbízásából a BalogMix stúdióban készült.

## Epizódok
| Évad | Évad | Részek száma | Részek száma | Eredeti sugárzás  | Eredeti sugárzás  | Eredeti adó       | Magyar sugárzás   | Magyar sugárzás    | Magyar adó |
| Évad | Évad | Részek száma | Részek száma | Évadbemutató      | Évadzáró          | Eredeti adó       | Évadbemutató      | Évadzáró           | Magyar adó |
| ---- | ---- | ------------ | ------------ | ----------------- | ----------------- | ----------------- | ----------------- | ------------------ | ---------- |
|      | 1.   | 8            | 8            | 2020. június 4.   | 2020. június 4.   |                   | 2020. október 27. | 2020. december 15. |            |
|      | 2.   | 8            | 8            | 2021. december 3. | 2021. december 3. | 2022. március 24. | 2022. április 21. |                    |            |

### 1. évad (2020)
| Sor. | Év. | Cím           | Rendező           | Író      | Premier                            |
| --- | --- | ------------- | ----------------- | -------- | ---------------------------------- |
| 1. | 1.  | Lies          | Andreas Prochaska | Guy Burt | 2020. június 4. 2020. október 27.  |
| Nagybátyja rejtélyes halálát követően Alex Rider olyan válaszokat keres, amelyek elvezetik őt a titkok és a kémkedés sötét világába. Rájön, hogy nagybátyja nem az az ember, akinek ő gondolta - és, hogy Alextől azt várják, hogy az ő nyomába lépjen.                           |     |               |                   |          |                                    |
| 2. | 2.  | Interrogation | Andreas Prochaska | Guy Burt | 2020. június 4. 2020. november 3.  |
| Alex alig tér magához azt követően, hogy megtudja, a nagybátyja a brit kormány kémje volt, amikor elrabolja, és kihallgatja egy félkatonai ügynökökből álló ismeretlen csoport. Minden rejtett képességére szüksége van, hogy felülkerekedjen fogvatartóin.                       |     |               |                   |          |                                    |
| 3. | 3.  | Friends       | Andreas Prochaska | Guy Burt | 2020. június 4. 2020. november 10. |
| Alex belekerül az ultragazdagok ismeretlen világába, ahol nagy nehézségek árán próbálja meg tökéletesre fejleszteni inkognitóját, de ezzel azt kockáztatja, hogy legjobb barátja elfordul tőle, mivel titokban tartja a küldetését.                                               |     |               |                   |          |                                    |
| 4. | 4.  | Deep Cover    | Andreas Prochaska | Guy Burt | 2020. június 4. 2020. november 17. |
| Amint hozzákezd a titkos nyomozáshoz a Point Blanc Akadémián, Alex hamar rájön, hogy magára maradt. Úgy tűnik, az Ügynökségnek sikerült rábukkannia a köztük levő kettős ügynökre - de sajnos Yassen ér oda előbb.                                                                |     |               |                   |          |                                    |
| 5. | 5.  | Secrets       | Christopher Smith | Guy Burt | 2020. június 4. 2020. november 24. |
| Alex megdöbbenve jön rá, hogy a Point Blanc diákjait rejtélyes módon változtatja meg Doctor Greif, ezért Kyra és James segítségét kéri a menekülési tervéhez. Blunt nyomozni kezd Parker Roscoe után.                                                                             |     |               |                   |          |                                    |
| 6. | 6.  | Escape        | Christopher Smith | Guy Burt | 2020. június 4. 2020. december 1.  |
| Tom az Ian Rider gyilkosság mögötti összeesküvés célkeresztjébe kerül. Alex és Kyra bizonyítékot talál Dr. Greif titkos tervére. |     |               |                   |          |                                    |
| 7. | 7.  | Incursion     | Christopher Smith | Guy Burt | 2020. június 4. 2020. december 8.  |
| Alex egy akciócsoporttal tér vissza a Point Blancra egy titkos küldetés keretében, amelynek célja, hogy kiszabadítsák barátait, és megakadályozzák Greif tervét. |     |               |                   |          |                                    |
| 8. | 8.  | Truth         | Christopher Smith | Guy Burt | 2020. június 4. 2020. december 15. |
| Az Ügynökség végül megoldja az Ian halálával kapcsolatos rejtélyt, és kiderül, hogy egy régi, halálos ellenségük jelent meg a színen. Alex szemtől-szembe kerül saját másával abban az elkeseredett küzdelemben, amelyben próbálja megmenteni azokat az embereket, akiket szeret. |     |               |                   |          |                                    |

### 2. évad (2021)
| Sor. | Év. | Cím      | Rendező         | Író      | Premier                             |
| --- | --- | -------- | --------------- | -------- | ----------------------------------- |
| 9. | 1.  | Surf     | Rebecca Gatward | Guy Burt | 2021. december 3. 2022. március 24. |
| Alex a Cornish partvidékre utazik, hogy maga mögött hagyja a Point Blanc-i halálos küldetés emlékeit. De amikor egy régi ellensége felbukkan, Alex ismét visszakerül a kémkedés világába. |     |          |                 |          |                                     |
| 10. | 2.  | Hunt     | Rebecca Gatward | Guy Burt | 2021. december 3. 2022. március 24. |
| Alex elhatározza, hogy felkutatja Alan Bluntot, és figyelmezteti, de ezzel a saját tudtán kívül is az Ügyosztály útját keresztezi, amely egy veszélyes kiberterroristát próbál levadászni. De a két ügy szorosabban kapcsolódik egymáshoz, mint ahogy azzal bármelyik fél is tisztában lenne. |     |          |                 |          |                                     |
| 11. | 3.  | Mirror   | Rebecca Gatward | Guy Burt | 2021. december 3. 2022. március 31. |
| Alex nem hajlandó feladni az Ed Pleasance-i támadással kapcsolatos nyomozását, és Sabina, valamint Tom segítségével új nyomokra lel, amelyek a Pentagonnál történt hackertámadáshoz vezetik, de ezzel a Smoking Mirror célkeresztjébe kerül.                                                  |     |          |                 |          |                                     |
| 12. | 4.  | Serpent  | Rebecca Gatward | Guy Burt | 2021. december 3. 2022. április 7.  |
| Alexnek be kell szivárognia egy nagy figyelemmel övezett eseményre, ha többet szeretne megtudni a rejtélyes Tollas Kígyó című videojátékról és annak soron következő folytatásáról. Ezzel viszont szembekerül a karizmatikus milliárdossal, Damian Cray-jel.                                  |     |          |                 |          |                                     |
| 13. | 5.  | Threats  | Jon Jones       | Guy Burt | 2021. december 3. 2022. április 14. |
| A Tollas Kígyó 2 titkainak feltárásához Alex egy régi barátjától kér szakértő segítséget. De kezd a saját nyomozása kicsúszni az irányítása alól. Vajon mennyi ideje van még, amíg Alan Blunt végleg leállítja Alex veszélyes vizsgálódását?                                                  |     |          |                 |          |                                     |
| 14. | 6.  | Heist    | Jon Jones       | Guy Burt | 2021. december 3. 2022. április 14. |
| Alex, Tom és Kyra Amszterdamba utazik, hogy beszivárogjanak Damian Cray birodalmának központjába, miközben az Ügyosztály figyelmét Cray és az Egyesült Államok elnökének küszöbön álló találkozója kelti fel.                                                                                 |     |          |                 |          |                                     |
| 15. | 7.  | Assassin | Jon Jones       | Guy Burt | 2021. december 3. 2022. április 21. |
| 16. | 8.  | Strike   | Jon Jones       | Guy Burt | 2021. december 3. 2022. április 21. |

## Gyártás
2017 májusában a Variety arról számolt be, hogy az Eleventh Hour Films megvette Horowitz Alex Rider sorozatának filmjogait és elkezdik gyártani a sorozatot az ITV számára. Guy Burt volt a showrunner.
2018 júliusában a Variety arról számolt be, hogy Eleventh Hour Films a Sony Pictures Television céggel összefogva elkészítik a Point Blanc nyolc részes adaptációját. Horowitz lesz a sorozat vezető producere. A Sony lesz a felelős a sorozat terjesztéséért.
2019. szeptember végén jelent meg a sorozat első előzetese. A főbb szerepekben Otto Farrant, Brenock O'Connor, Stephen Dillane, Vicky McClure, Andrew Buchan, Ronkẹ Adékoluẹjo, Ace Bhatti és Nyasha Hatendi láthatók. A sorozatot Andreas Prochaska és Christopher Smith rendezi. A forgatás helyszíne London, a francia Alpok jeleneteit pedig a romániai Sinaia-ban vették föl.